# Campeonato Tocantinense Segunda Divisão 2018
In 2018 werd de tiende editie van het Campeonato Tocantinense Segunda Divisão gespeeld voor voetbalclubs uit de Braziliaanse staat Tocantins. De competitie werd georganiseerd door de FTF en werd gespeeld van 6 oktober tot 23 december. Atlético Cerrado werd kampioen.

## Eerste fase
União de Palmas, Taquarussú en Kaburé werden op 30-11 door de voetbalbond uit de competitie gezet omdat ze geen arbitragevergoedingen betaalden, al hun wedstrijden werden als een 0-3 nederlaag aangerekend. 

### Groep A
| Plaats | Club            | Wed. | W | G | V | Saldo | Ptn. |
| ------ | --------------- | ---- | - | - | - | ----- | ---- |
| 1.     | Força Jovem     | 8    | 6 | 1 | 1 | 15:2  | 19   |
| 2.     | Alvorada        | 8    | 5 | 2 | 1 | 17:5  | 17   |
| 3.     | Capital         | 8    | 5 | 1 | 2 | 16:5  | 16   |
| 4.     | União de Palmas | 6    | 0 | 0 | 6 | 0:18  | 0    |
| 5.     | Taquarussú      | 6    | 0 | 0 | 6 | 0:18  | 0    |

|  | Gekwalificeerd voor tweede fase |

### Groep B
| Plaats | Club             | Wed. | W | G | V | Saldo | Ptn. |
| ------ | ---------------- | ---- | - | - | - | ----- | ---- |
| 1.     | Atlético Cerrado | 8    | 4 | 3 | 1 | 13:5  | 15   |
| 2.     | Arsenal (1)      | 8    | 6 | 2 | 0 | 13:3  | 14   |
| 3.     | Guaraí           | 8    | 4 | 2 | 2 | 16:3  | 14   |
| 4.     | Nova Conquista   | 8    | 2 | 1 | 5 | 10:17 | 7    |
| 5.     | Kaburé           | 8    | 0 | 0 | 8 | 0:24  | 0    |

(1) Arsenal kreeg zes strafpunten voor het opstellen van niet-speelgerechtigde spelers.
|  | Gekwalificeerd voor tweede fase |
|  | Uitgeschakeld                   |

## Tweede fase
In geval van gelijkspel worden strafschoppen genomen, tussen haakjes weergegeven.
|  | halve finale     | halve finale | halve finale | halve finale |  |                  | finale | finale | finale | finale |
|  |                  |              |              |              |  |                  |        |        |        |        |
|  |                  |              |              |              |  |                  |        |        |        |        |
|  | Força Jovem      | 2            | 2            | 4 (6)        |  |                  |        |        |        |        |
|  |                  | 2            | 2            | 4 (5)        |  |                  |        |        |        |        |
|  |                  |              |              |              |  | Força Jovem      | 0      | 1      | 1      |        |
|  |                  |              |              |              |  | Atlético Cerrado | 0      | 2      | 2      |        |
|  | Atlético Cerrado | 4            | 2            | 6            |  |                  |        |        |        |        |
|  | Alvorada         | 1            | 1            | 2            |  |                  |        |        |        |        |

### Kampioen
| Campeonato Tocantinense de 2018 - Segunda Divisão |
| Tocantins                                         |
| ------------------------------------------------- |
| ATLÉTICO CERRADO Kampioen (1° titel)              |